# Andespluimoor
De Andespluimoor (Pseudocolaptes boissonneautii) is een zangvogel uit de familie Furnariidae (ovenvogels). Deze vogel is genoemd naar de Franse ornitholoog Auguste Boissonneau (1802-1883).

## Verspreiding en leefgebied
Deze soort komt voor van noordwestelijk Venezuela tot centraal Bolivia en telt acht ondersoorten:
- P. b. striaticeps: noordelijk Venezuela.
- P. b. meridae: westelijk Venezuela.
- P. b. boissonneautii: Andes van Colombia en noordelijk Ecuador.
- P. b. oberholseri: Andes van Ecuador.
- P. b. intermedianus: Andes van noordwestelijk Peru.
- P. b. medianus: Andes van noordelijk Peru ten zuiden van de Marañónrivier.
- P. b. auritus: Andes van centraal Peru.
- P. b. carabayae: Andes van zuidelijk Peru tot centraal Bolivia.

## Status
De grootte van de populatie is niet gekwantificeerd maar de soort wordt omschreven als vrij algemeen. Op de Rode lijst van de IUCN heeft deze soort de status niet bedreigd.